# Cesare Gasperoni
Cesare Antonio Gasperoni (17 ottobre 1944) è un politico sammarinese.

## Biografia
Per molti anni è stato geometra presso l'Ufficio Turismo e l'Ufficio del Patrimonio.
È stato Capitano Reggente della Repubblica di San Marino per il periodo 1º aprile – 30 settembre 2005 assieme a Fausta Morganti e, in precedenza nel periodo 1º ottobre 1990 - 31 marzo 1991 assieme a Roberto Bucci.
È membro del Consiglio Grande e Generale, al quale è stato eletto nella lista del Partito Democratico Cristiano Sammarinese con 554 preferenze. Ha fatto parte del Consiglio dal 1974 al 1978 e dal 1988 ad oggi.
Dal 1998 al 2001 ha fatto parte del Congresso di Stato, assumendo le deleghe ai Rapporti con le Aziende Autonome e ai Rapporti con le Giunte di Castello.
È iscritto al PDCS dal 1968, partito di cui è stato segretario politico dal 1993 al 1998, oltre a essere stato più volte membro della direzione centrale, mentre dal 2002 è presidente del consiglio centrale.